# Vlag van Nedersaksen

Vlag van Nedersaksen

Dienstvlag te water van Nedersaksen

De vlag van Nedersaksen is een zwart-rood-geel gestreepte driekleur met centraal daarop afgebeeld het Nedersaksische wapen. Ze werd op 13 april 1951 vastgelegd in de toenmalige grondwet van Nedersaksen, die op 1 mei dat jaar in werking trad. De specificaties van de vlag werden in de Gesetz über Wappen, Flaggen und Siegel van 13 oktober 1952 vastgelegd.
Nedersaksen heeft een aparte dienstvlag te water; dit is een variant van de gewone vlag met een zwaluwstaart. In tegenstelling tot andere Duitse deelstaten voert Nedersaksen zijn dienstvlag te water niet samen maar zonder de Duitse nationale dienstvlag te water.

## Symboliek
Het grondpatroon van de vlag is de Duitse vlag. Hierop is het Nedersaksische wapen, de Sachsenross geplaatst. Het witte ros is hoogstwaarschijnlijk afkomstig van de Saksen, die het als een edel dier beschouwden. Sommige vergelijkingen gaan terug naar een goddelijk paard uit de Germaanse mythologie. Ook de vlag van Twente, die van Kent en die van Noordrijn-Westfalen tonen een dergelijk paard.

## Geschiedenis
Het land Nedersaksen werd in 1946 door de Britse bezetters opgericht als fusie uit de voormalige Pruisische provincie Hannover en de landen Brunswijk, Oldenburg en Schaumburg-Lippe.
Na het oprichten van Nedersaksen zouden de vlag van Hannover, de vlag van Brunswijk, de vlag van Oldenburg en die van Schaumburg-Lippe nog tot de invoering van de huidige vlag gebruikt worden, zonder dat dat officieel geregeld was. Parallel daaraan bestond er een Welfisch-Hannoverse vlag in de kleuren geel en wit met daarop het Nedersaksische wapen. Deze vlag werd in de gebieden die niet tot Hannover hadden behoord zelden gebruikt en heeft ook nooit een officiële functie gehad. Tegenwoordig worden de vier historische vlaggen soms nog gebruikt, met name bij regionale feesten.
Toen in 1951 een vlag voor Nedersaksen werd ontworpen wilde men geen van de voormalige gebieden bevoordeeld of benadeeld zien.